# Partido Laborista-Agrario de Japón
El Partido Laborista-Agrario de Japón (日本労農党, Nihonrōnōtō) fue un partido político socialista en Japón entre diciembre de 1926 y diciembre de 1928. Durante su existencia, ocupó una posición centrista en el movimiento socialista dividido.

## Fundación
El Partido Laborista-Agrario de Japón fue uno de varios partidos proletarios que existieron en Japón a fines de la década de 1920. Fue fundado en Tokio el 9 de diciembre de 1926, como una separación del Partido Socialdemócrata (la fundación se produjo solo cuatro días después de la fundación del Partido Socialdemócrata). La división tenía dimensiones tanto personales como ideológicas. Entre los fundadores del Partido Laborista-Agrario de Japón estaban Asanuma Inejirō y sus seguidores en el Sindicato Agrario de Japón e intelectuales socialistas de izquierda como Asō Hisashi, Kono Mitsu, Suzuki Mosaburō, Tanahashi Kotora y Kato Kanju. Asō Hisashi se convirtió en presidente del partido, mientras que Miwa Jusō se convirtió en su secretario general.

## Perspectiva política
En términos de su programa, el partido difería poco del Partido Laborista-Agrario (que, aunque tenía no comunistas entre las filas, estaba esencialmente controlado por el Partido Comunista Japonés). De hecho, varios miembros del Partido Laborista-Agrario de Japón eran excomunistas (como Kondo Eizo, el fundador del Partido Comunista del Pueblo Iluminado). Sin embargo, en la práctica hubo una clara demarcación política entre el Partido Laborista-Agricultor de Japón y el Partido Laborista-Agrario. El Partido Laborista-Agrario de Japón ocupó una posición centrista en la izquierda japonesa en ese momento, entre el Partido Comunista Japonés y el Partido Laborista-Agrario de la izquierda y el Partido Socialdemócrata de su derecha. El partido buscó movilizar a las masas de la clase trabajadora en las luchas legales. El partido se opuso a la intervención japonesa en China.

## Polémica con otros partidos socialistas
Mientras que la dirección del Partido Laborista-Agrario de Japón rechazó los vínculos con la Internacional Comunista, se identificaron como marxistas revolucionarios. El partido declaró que había adoptado la "línea correcta en el movimiento proletario". En su discurso, la izquierda del movimiento socialista sufrió un "desorden infantil" mientras que la derecha era "senil". Sin embargo, el partido también fue criticado desde sus dos flancos, la izquierda lo caracterizó como "pequeño burgués" y la derecha alegó que el partido fue utilizado por los comunistas. También hubo otros partidos proletarios regionales, que también se encontraron con posiciones centristas como el Partido Laborista-Agrario de Japón.
En su tesis de 1927, el Partido Comunista declaró que el papel del Partido Laborista-Agricultor de Japón era particularmente "traicionero", y que el Partido Laborista-Agrario de Japón se diferenciaba de los socialdemócratas de derecha simplemente utilizando un falso discurso izquierdista. Sin embargo, en 1928, el Partido Comunista adoptó una posición para trabajar por la unificación del Partido Laborista-Agricultor de Japón y el Partido Laborista-Agrario . El Partido Comunista ordenó a los cuadros que trabajaran dentro del Partido Laborista-Agrario de Japón. En la práctica, sin embargo, no pudieron establecer un punto de apoyo dentro del partido como lo habían hecho en el Partido Laborista-Agrario .

## Organizaciones de masas del partido
La división de 1926 en el Partido Socialdemócrata fue seguida por una división en el centro sindical del Sodomei. Se pidió a los líderes del Partido Laborista-Agrario de Japón que renunciaran a sus puestos de liderazgo en el Sodomei, ya que se negaron a ser expulsados de la organización. El Partido Laborista-Agrario de Japón reagrupó a sus seguidores en el movimiento laboral y formó un nuevo centro sindical propio, la Liga de Sindicatos de Japón. En febrero de 1927, los agricultores que simpatizaban con el partido se separaron de la Federación General de Sindicatos Campesinos Japoneses, liderada por el Partido Socialdemócrata, y formaron la Unión Campesina de todo Japón como el ala agraria del Partido Laborista-Agrario de Japón. En octubre de 1927, se formó una conexión de organización de mujeres con el partido, la Liga Nacional Femenina.

## Elecciones de 1927 y 1928
Según un documento del Partido Comunista de 1927, se estima que el partido tiene alrededor de 6.000 miembros. El partido ganó tres escaños en las elecciones de la prefectura en octubre de 1927. En total, había presentado 32 candidatos, que en conjunto obtuvieron 34.718 votos.
Antes de las elecciones a la Dieta nacional de 1928, el Partido Laborista-Agrario de Japón propuso varias reformas de gran alcance, como eliminar la educación militar para los estudiantes e introducir regulaciones gubernamentales sobre los precios de los alimentos. La elección se caracterizó por enfrentamientos feroces no solo entre el bando gobernante y la oposición, sino también entre los diferentes partidos proletarios. Además, los partidos proletarios carecían de candidatos conocidos y de los recursos financieros de los políticos establecidos. El soborno y la coerción fueron comunes en varias circunscripciones. En Ashio, donde el líder del Partido Laborista-Agrario de Japón, Asō Hisashi, se presentó como candidato, la policía solía romper las reuniones electorales del partido y la compañía minera local contribuyó financieramente a las campañas de los opositores de Asō Hisashi.
El partido apoyó a 14 candidatos en las elecciones, quienes reunieron 93,400 votos (0,9% del voto nacional). Uno de sus candidatos fue elegido. (Sin embargo, Banno afirma que el partido tenía 13 candidatos, con un voto combinado de 86.698 votos, de los cuales uno fue elegido). El único ganador de un escaño parlamentario del Partido Laborista-Agrario de Japón fue Kawakami Jōtarō, un abogado de Kobe. La abrumadora mayoría de los votos para el partido en estas elecciones provino de áreas urbanas (donde se habían lanzado la mayoría de sus candidatos).
Después de las elecciones, los tres partidos proletarios de la asamblea (el Partido Laborista-Agrario de Japón, el Partido Laborista-Agrario y el Partido Socialdemócrata) lograron formar un comité parlamentario conjunto, a pesar de sus contradicciones políticas. Sin embargo, el comité no duró, ya que el gobierno prohibió el Partido Laborista-Agricultor. El Partido Laborista-Agrario de Japón quería que el comité conjunto protestara contra la prohibición, mientras que el Partido Socialdemócrata no quería ni protestar contra la prohibición ni mantener ningún contacto con el Partido Laborista-Agrario después de que la prohibición fuera emitida.

## Fusión con el Partido de las Masas de Japón
En diciembre de 1928, el partido se fusionó con el Partido de las Masas Proletarias, el Partido de los Granjeros de Japón y cuatro partidos políticos regionales, formando el Partido de las Masas de Japón. Sin embargo, incluso después de la fusión, la camarilla de liderazgo del Partido Laborista-Agricultor de Japón se mantuvo como una agrupación separada durante la década de 1930.